# Andrés Reggio
Andrés Reggio y Brachiforte (1692 — 1780) foi um oficial da Armada Espanhola, nascido na cidade siciliana de Palermo. Seu primeiro nome é ocasionalmente traduzido como Regio.
Lutou na Guerra da orelha de Jenkins e na Guerra da Sucessão Austríaca.